# Ik hou van u
Ik Hou van U is een hit van de Belgische rockgroep Noordkaap, die gecomponeerd werd voor de film 'Manneken Pis' uit 1995.
De B-kant van de single was het het liedje Harry & Jenne!. Het nummer verscheen op het album Manneken Pis.
Voor de viering van 175 jaar België en 25 jaar federalisme werd het nummer opnieuw opgenomen in een tweetalige versie (Ik hou van u / Je t'aime, tu sais) door Stijn Meuris en zijn nieuwe band Monza ft. Marie Daulne van Zap Mama. In het kader van de festiviteiten werd er op 20 juli 2005 op 12 verschillende plaatsen (Antwerpen, Brussel, Charleroi, Dinant, Eupen, Gent, Hasselt, Ieper, La Roche-en-Ardenne, Leuven, Luik, Waver) tegelijk op gedanst, naar een choreografie van Anne Teresa De Keersmaeker.
De versie verscheen in juli 2005 op single en bevatte naast de nieuwe versie een extended play en een instrumentale versie. Deze versie verscheen bij EMI Music.

## Meewerkende artiesten

### Originele versie
- Producer
  - Wouter Van Belle
- Muzikanten
  - Dirk Bombey (geluidseffecten)
  - Erik Sterckx (basgitaar)
  - Koen Van Der Auwera (trompet)
  - Lars Van Bambost (gitaar)
  - Louis Jans (orgel)
  - Nico Van Calster (drums)
  - Stijn Meuris (zang)
  - Wim De Wilde (keyboards)
  - Yannick Fonderie (programmatie)

### Versie 175-jaar België
- Producer
  - Luc Weytjens
- Muzikanten
  - Andries Boone (accordeon, mandoline, viool)
  - Bart Delacourt (basgitaar)
  - Dirk Loots (drums)
  - Jan Van Sichem (gitaar)
  - Luc Weytjens (keyboards)
  - Marc Meeuwissen (backing vocals, trombone, trompet)
  - Marie Daulne (zang)
  - Stijn Meuris (zang)
  - Tobe Wouters (backing vocals, tuba)